# Halsbach (Bawaria)
Halsbach – miejscowość i gmina w Niemczech, w kraju związkowym Bawaria, w rejencji Górna Bawaria, w regionie Südostoberbayern, w powiecie Altötting, wchodzi w skład wspólnoty administracyjnej Kirchweidach. Leży około 10 km na południe od Altötting.

## Polityka
Wójtem gminy jest Georg Pfaffinger, rada gminy składa się z 8 osób.
|      | Einigkeit | Razem |
| 2008 | 8         | 8     |
| 2002 | 8         | 8     |